# Hørsholms kyrka

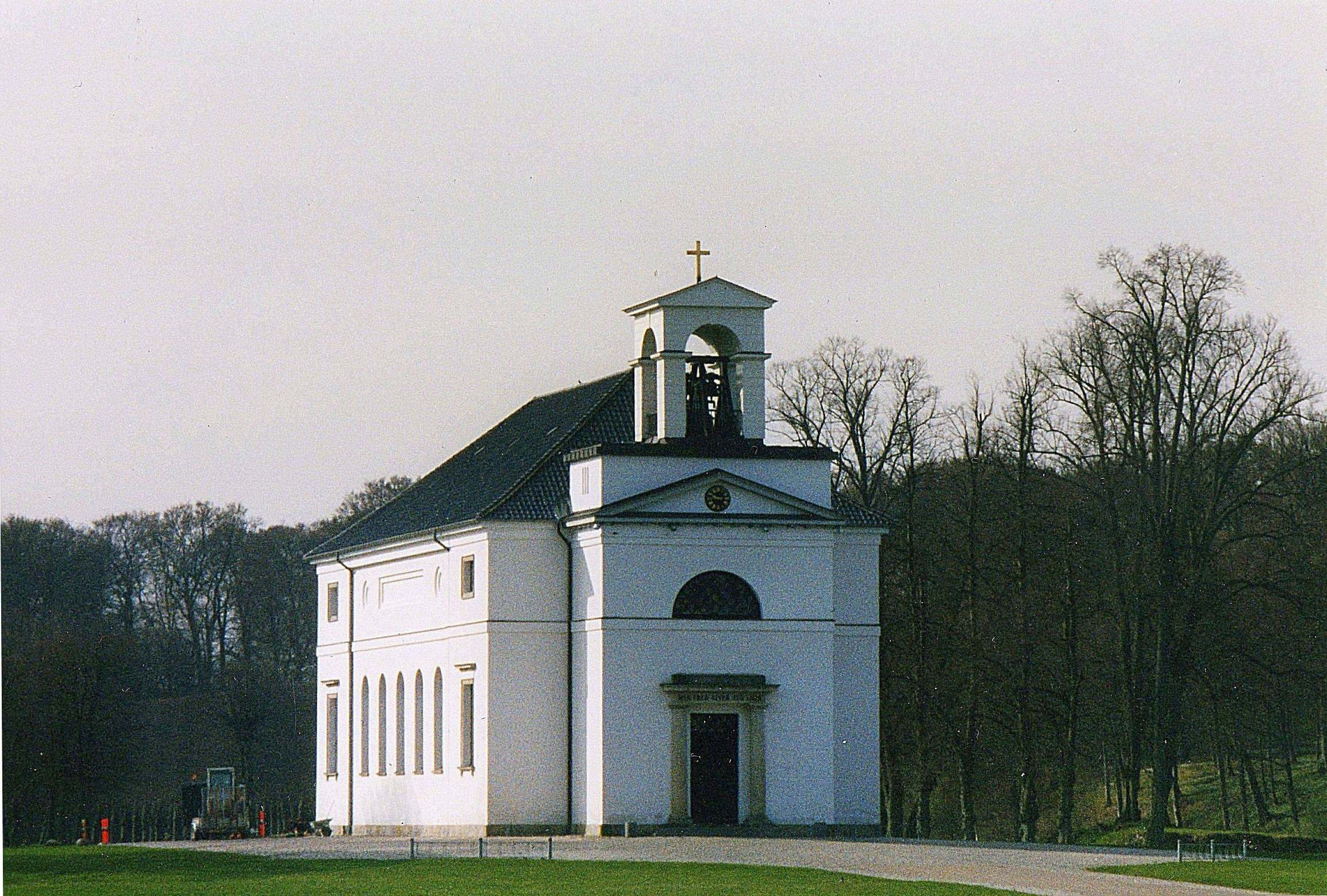
Hørsholms kyrka.

Hørsholms kyrka är en dansk kyrka, som ligger på en ö mitt i sjön i Hørsholms slottsträdgård. 
Tidigare låg Hirschholms slott på samma plats. Det revs ned åren 1810-13. Kyrkan uppfördes 1823. Dess arkitekt är C.F. Hansen, som också står bakom Köpenhamns domkyrka, domhuset i Köpenhamn och Metropolitanskolen på Frue Plads i Köpenhamn.
Dopfunten är tillverkad 1751.